# Les Mureaux
Les Mureaux – miejscowość i gmina we Francji, w regionie Île-de-France, w departamencie Yvelines. Przez miejscowość przepływa Sekwana.
Według danych na rok 1990 gminę zamieszkiwało 33 089 osób, a gęstość zaludnienia wynosiła 2 760 osób/km² (wśród 1287 gmin regionu Île-de-France Les Mureaux plasuje się na 69. miejscu pod względem liczby ludności, natomiast pod względem powierzchni na miejscu 280.).

## Miasta Partnerskie
- Idar-Oberstein (Niemcy) - od 1971 roku
- Sosnowiec (Polska) - od 1 maja 2004